# Château de Villars (Beaune-d'Allier)
Le château de Villars est un édifice situé à Beaune-d'Allier, en France.

## Localisation
Le château est situé sur le territoire de la commune de Beaune-d'Allier, dans le département de l'Allier, en région Auvergne-Rhône-Alpes. Il se trouve sur une hauteur sur la pente sud de la vallée de l’Œil, à 900 m de la frontière de l'Auvergne et du Bourbonnais.

## Description
Le château est constitué d'un logis principal de deux travées, à trois niveaux plus un niveau de combles, sous une toiture de tuiles combinée à 2 pentes, 4 versants et donc 8 pans. Une tour est accolée à ce logis au sud. L’ancienne boulangerie est accolée à l’est. Divers petits habitats du hameau intégré à la cour subsistent. L’ensemble est typique du Bourbonnais,.
Quatre tours rondes marquaient le périmètre de la Petite Cour, dont une seule subsiste à l’état de ruines.

## Historique
Le château en pierre est construit sans doute à la fin du XVe siècle, comme le montrent les cheminées. Nicolas de Nicolay le mentionne dans sa Description générale du Bourbonnais en 1569. La seigneurie de Villard est une des plus anciennes de Beaune-d’Allier.
De nombreux seigneurs, de huit familles, s’y sont succédé :
- Hugonin de Molins (1er seigneur connu de Villard), 1322 ;
- Agnès de Molins x Jehan de Sarre, 1352 ;
- Marguerite, Guillemain et Jean de Molins, vers 1366 ;
- Jehan de Molins, écuyer et seigneur de Villard, 1441 ;
- Charles de Molins, écuyer et seigneur de Villard, 1485 (constructeur du château actuel) ;
- Jehan de Molins, écuyer et seigneur de Villard, 1505 ;
- Geoffroy de Molins, écuyer et seigneur de Villard, 1548 ;
- Anthoine de Molins, écuyer et seigneur de Villard, 1566 ;
- Gilbert de Molins, écuyer et seigneur de Villard et de Saulzet, 1577 ;
- Jacques de Molins, seigneur de Villard, 1635.

Par vente vers 1654-1657, les Molins quittent Villard. La seigneurie de Villard est alors achetée par René de Saint Martin (x Suzanne du Mont le 25/11/1660 à Montaigut), dont Louis x Marie Michelon, Jehan, Léonard, Joseph, Sébastien, Gabrielle x François de Chambaud, Marie, Catherine). César de Bressolles (x Marie Achard, dont Simon x Magdeleine de Bressolles, Anne x Annet Séguin du Bouchat, François x Marie Madeleine Tailhardat, Gilbert x Anne Picandet, Nicolas, Pierre) hérite du château[réf. nécessaire].
Le château est alors vendu à Jean Desbouis, marchand de Montaigut, également seigneur de Sallebrune, vers 1689. La famille prend le nom de Desbouis de Sallebrune et ses membres occupent des postes importants : vice-sénéchal de Bourbonnais, président trésorier général de France au bureau des finances de la généralité de Moulins. Son petit-fils, Jean Baptiste Desbouis de Sallebrune (1707-1782) est lieutenant particulier en la sénéchaussée de Bourbonnais et siège présidial de Moulins et deux fois maire de Moulins (1739-1743, 1749-1750). Jean-Baptiste Desbouis (mort en 1767), héritier de Villars, épouse Élisabeth Farjonel (fille de Claude Farjonel et Louise Vilhardin) à Moulins en 1718 ; ils sont les parents de Jean-Baptiste Desbouis (né en janvier 1719 à Moulins) et de Jeanne-Marie, dame de Pérassier (à Néris), qui épouse Antoine Lenoir, seigneur d'Espinasse, le 23 décembre 1743 à Moulins, en l'église Saint-Pierre-des-Menestraux.
Villard est vendu à la famille Siramy, famille de riches fermiers des environs, à la fin du XVIIIe siècle.
Le château est transformé en ferme, puis abandonné dans les années 1980. Des passionnés de patrimoine le sauvent à partir de 2006 et commencent une restauration progressive, toujours en cours aujourd’hui (2024).